# کارخانه غذا
کارخانه غذا (به انگلیسی:Food,inc)یک فیلم مستند موفق آمریکایی ست که در سال ۲۰۰۸ ساخته شده ولی در سال ۲۰۰۹ به اکران سینماها درآمده‌است. کارخانه غذا سازی را رابرت کانر (برنده جایزه آکادمی امی) ساخته‌است. اریک اسکولزر و میشل پولان تنها بازیگران فیلم هستند و در نقش خودشان بازی می‌کنند.
در این مستند چرخش غذایی مردم آمریکا را در مرحله‌های مختلف می‌بینیم.
تهیه‌کنندگی الیس پرالستین و خود رابرت کانر بوده‌است.
کارخانه غذاسازی چهارمین مستند در سی و پنجمین فستیوال فیلم سیاتل شده‌است.